# Aprostocetus flavifrons
Aprostocetus flavifrons is een vliesvleugelig insect uit de familie Eulophidae. De wetenschappelijke naam is voor het eerst geldig gepubliceerd in 1849 door Walker.